# Венера Венеції
«Венера Венеції» (англ. Venus of Venice) — американська комедійна мелодрама режисера Маршалла Нейлана 1927 року.

## У ролях
- Констанс Толмадж — Шарлотта
- Антоніо Морено — Кеннет Вільсон
- Гедда Гоппер — мати Джин
- Едвард Мартіндел — журналіст
- Андре Леной — Джозеф
- Том Рікеттс — батько Бріда
- Михаїл Вавіч — Марко
- Джуланн Джонстон — Джин
- Кармеліта Джераті — Брід
- Маріо Карілло — наречений